# 芝加哥大学冶金实验室
冶金实验室（英語：Metallurgical Laboratory，简称 Met Lab）是1942年2月划曼哈顿计划期间创立于美国芝加哥大学的一所实验室，阿瑟·康普顿作为首任主任。该实验室的创建目的是研究当时新发现的化學元素——钚的化学性质、提炼方法，并设计了世界上首个核反应堆，研究出了将钚提纯的化学方法。
1942年8月，实验室首次制取了可以称量的一份钚；同年12月2日，在芝加哥大学的橄榄球场地下、芝加哥1号堆中，实验室引发了首个可控核链式反应。